# Olivkopfweber
Der Olivkopfweber (Ploceus olivaceiceps, Syn.: Symplectes olivaceiceps) zählt innerhalb der Familie der Webervögel (Ploceidae) zur Gattung der Ammerweber (Ploceus).
Der lateinische Artzusatz kommt von lateinisch olivaceus ‚olivfarben‘ und lateinisch caput, -ceps ‚Kopf‘.
Die Art wurde früher als konspezifisch mit dem Nicoll-Weber (Ploceus nicolli) angesehen.
Der Vogel kommt in Malawi, Mosambik, Sambia und Tansania vor.
Das Verbreitungsgebiet umfasst Miombo bestandene Lebensräume mit reichlich Usnea, von 1000 bis 1700 m Höhe.

## Merkmale
Die Art ist 14 cm groß und wiegt zwischen 17 und 24 g. Das Männchen hat eine goldgelbe Stirn, ist hauptsächlich olivgrün auf der Oberseite und der Kehle mit gelblichem Scheitel und einen kastanienbraunen Fleck mitten auf der Brust. Die Iris ist blassgelb. Das Weibchen unterscheidet sich durch einen grünen Scheitel, auch der Brustfleck ist blasser. Jungvögel sind wie blasse Weibchen gefiedert, haben aber mehr Gelb auf der Kehle.
Die Art ist monotypisch.

## Stimme
Der Gesang des Männchens wird als kurze Strophe mit fallenden Schlusstönen „tzee-twa-twa-twa“, ohne webertypische Zischelemente beschrieben, mehr an Steinschmätzer oder Lerchen erinnernd.

## Lebensweise
Die Nahrung besteht hauptsächlich aus Insekten, auch Schmetterlinge, Nachtfalter und Käfer, sowie kleine Wespen, die auf Baumstämmen in die Rinde gekrallt, sowie wie Meisen entlang der Äste und Zweige gesucht werden. Die Art tritt einzeln oder als Paar auch in gemischten Jagdgemeinschaften auf.
Die Brutzeit liegt im Oktober in Sambia, zwischen September und Oktober in Malawi und August bis Oktober in Mosambik. Die Art lebt monogam, zumindest während eines Jahres.
Das Nest wird von beiden Geschlechtern aus Usnea an der Unterseite eines dicken Astes gebaut bis 18 m oberhalb der Erdoberfläche.
Das Gelege besteht aus einfachen türkis oder weiß gefärbten Eiern. Brutgeschäft und Aufzucht übernehmen beide Elternvögel.

## Gefährdungssituation
Der Bestand gilt als potentiell gefährdet (near threatened) durch Habitatverlust.